# 위례동 (성남시)
위례동(慰禮洞)은 대한민국 성남시 수정구의 행정동이다. 위례신도시 남부를 차지하며, 2015년 11월 2일, 경기도 성남시 복정동에서 분리되었다.

## 역사
위례동은 조선 시대에 서부면 '창말'이라 불리었으며, 1914년 광주군 세촌면의 세곡동을 병합한 후 창곡리가 되어 중부면에 편입되었다가, 1971년 경기도 성남출장소에 편입되면서 창곡동이 되었다. 1973년에 성남시가 출범하면서 복정동과 함께 복정동이 되었고, 1989년 5월 구제가 실시되면서 수정구 복정동이 되었다.
2015년 11월 2일 창곡동과 복정동의 일부(헌릉로의 북동쪽 지역)를 관할로 행정동인 위례동이 설치되었다. 같은 해 12월 7일에 서울특별시 송파구, 경기도 하남시와 행정 구역 경계를 조정하였다. 조례 제3175호로 2018. 4. 30에 법정동 복정동 지역을 창곡동에 편입시켜 법정동과 행정동 경계를 일치시켰고, 2020. 2. 24. 조례 제3465호로 추가로 헌릉로 확장에 의해 일부지역을 위례동(창곡동)에 편입시켜 오늘에 이른다.

## 법정동
- 창곡동(倉谷洞)

## 교육

### 초등학교
- 위례고운초등학교
- 위례중앙초등학교
- 위례푸른초등학교
- 위례한빛초등학교

### 중학교
- 위례한빛중학교

### 고등학교
- 위례한빛고등학교